# Industrial canal

Diagramme simplifié du parcours et de la confluent des trois canaux

Le Inner Harbor Navigation Canal (IHNC) est le nom officiel d’une voie d'eau de 9 km de longueur à La Nouvelle-Orléans, États-Unis. Elle cependant plus connu sous le nom de Industrial Canal (canal industriel) par ses utilisateurs locaux et ses riverains. Ce canal connecte le fleuve Mississippi et le lac Pontchartrain, en plus de séparer le quartier de La Nouvelle-Orléans Est du reste de la ville ainsi que ceux de Lower et Upper 9th Ward. Il partage environ la moitié de son parcours sud avec le Gulf Intracoastal Waterway et le Mississippi River Gulf Outlet (MRGO). 
Il a été construit par le Corps du génie de l'armée des États-Unis pour le déplacement des activités portuaire du fleuve vers le lac mais le plan de délocalisation n'a jamais vraiment abouti. En 2005, l'onde de tempête de l’ouragan Katrina s'est engouffrée dans le système de trois canaux et les digues en béton le long de l’Industrial canal ont été minées puis ont cédé, causant l'inondation spectaculaire du Lower 9th Ward. Depuis ce temps, il a été proposé de construire un barrage à l’entrée du lac Pontchartrain pour bloquer une onde de tempête similaire avec un futur ouragan  Le comité de reconstruction de La Nouvelle-Orléans a approuvé un tel plan
en 2006.